# Caulokaempferia bracteata
Caulokaempferia bracteata är en enhjärtbladig växtart som beskrevs av Kai Larsen och Supee Saksuwan Larsen. Caulokaempferia bracteata ingår i släktet Caulokaempferia och familjen Zingiberaceae.
Artens utbredningsområde är Thailand. Inga underarter finns listade i Catalogue of Life.